# Rodolfo Varano
Rodolfo Varano (Ferrara, 21 gennaio 1810 – Ferrara, 9 gennaio 1882) è stato un politico e funzionario italiano.

## Biografia
Discendente dal ramo di Ferrara dei Da Varano, famiglia di antica origine che governò dal 1259 al 1539 il Ducato di Camerino, il Marchese Don Rodolfo Varano nel 1859 fu deputato all'Assemblea nazionale dei popoli delle Romagne. 
Nel 1860 divenne senatore del Regno di Sardegna, e quindi, dal 1861 alla morte, del Regno d'Italia. 
Fu il primo sindaco di Ferrara dopo la fine del governo pontificio: dal 1859 al 1867; ricoprirà brevemente questo ruolo anche in un secondo mandato, dal 1873 al 1875.
Fu inoltre primo presidente, nel 1873, della Banca di Ferrara, nonché consigliere, vicepresidente e presidente della locale provincia. Con la sua morte, non essendosi sposato e non avendo avuto figli, si estinse il ramo ferrarese dei Varano.

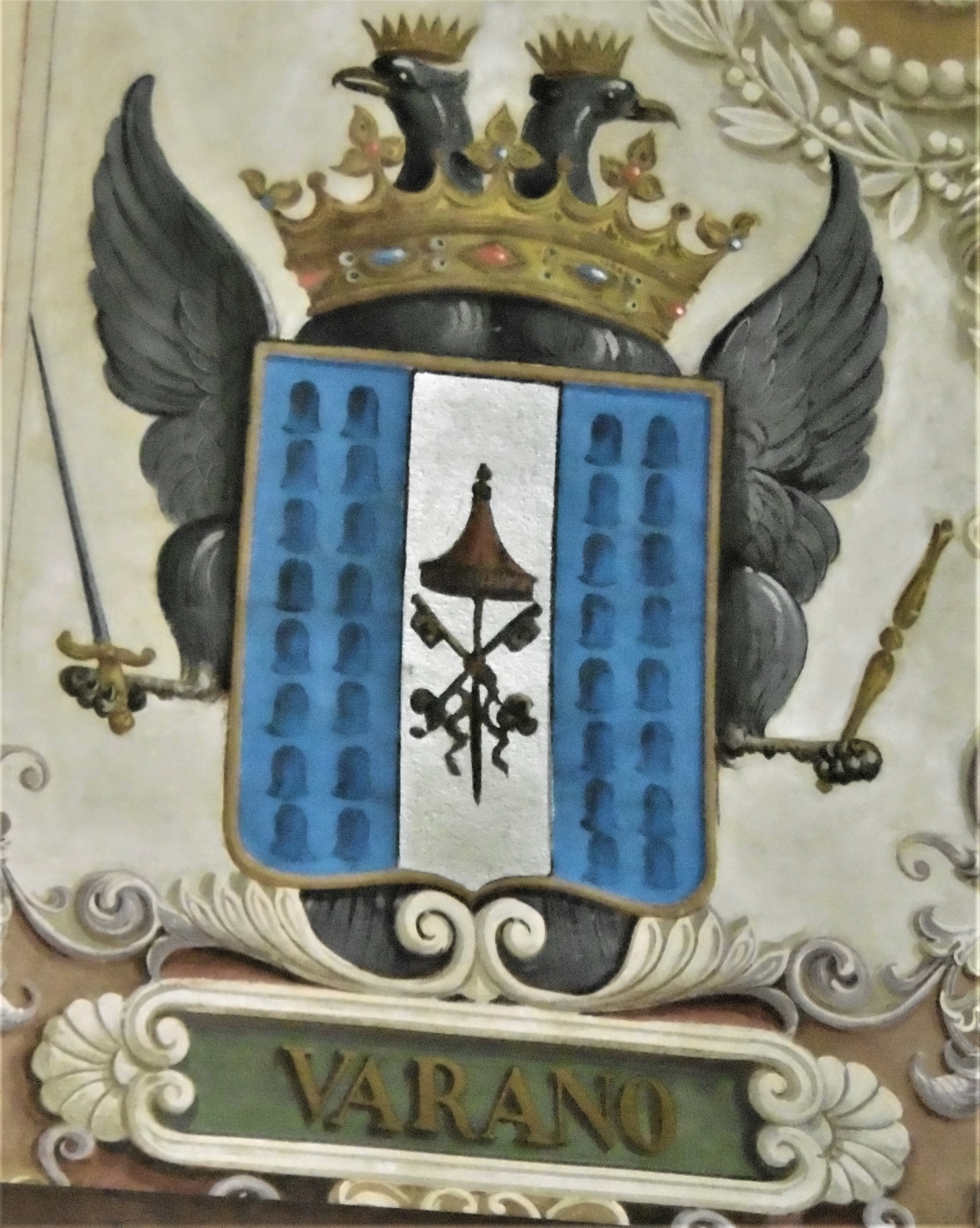
Stemma della famiglia Varano nel Palazzo Municipale di Ferrara
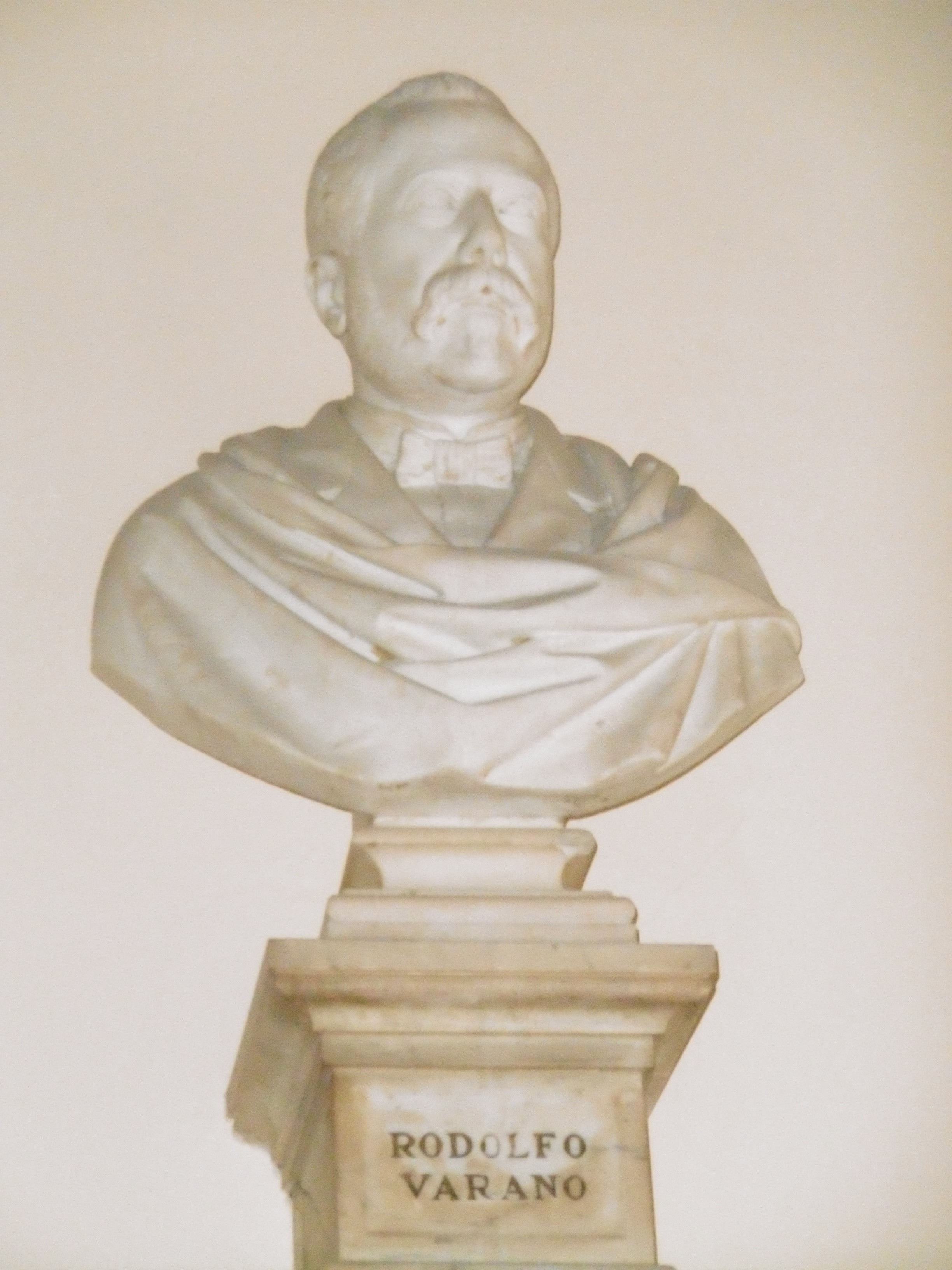
Busto di Rodolfo Varano nel Palazzo Municipale di Ferrara